# Björklunds hage

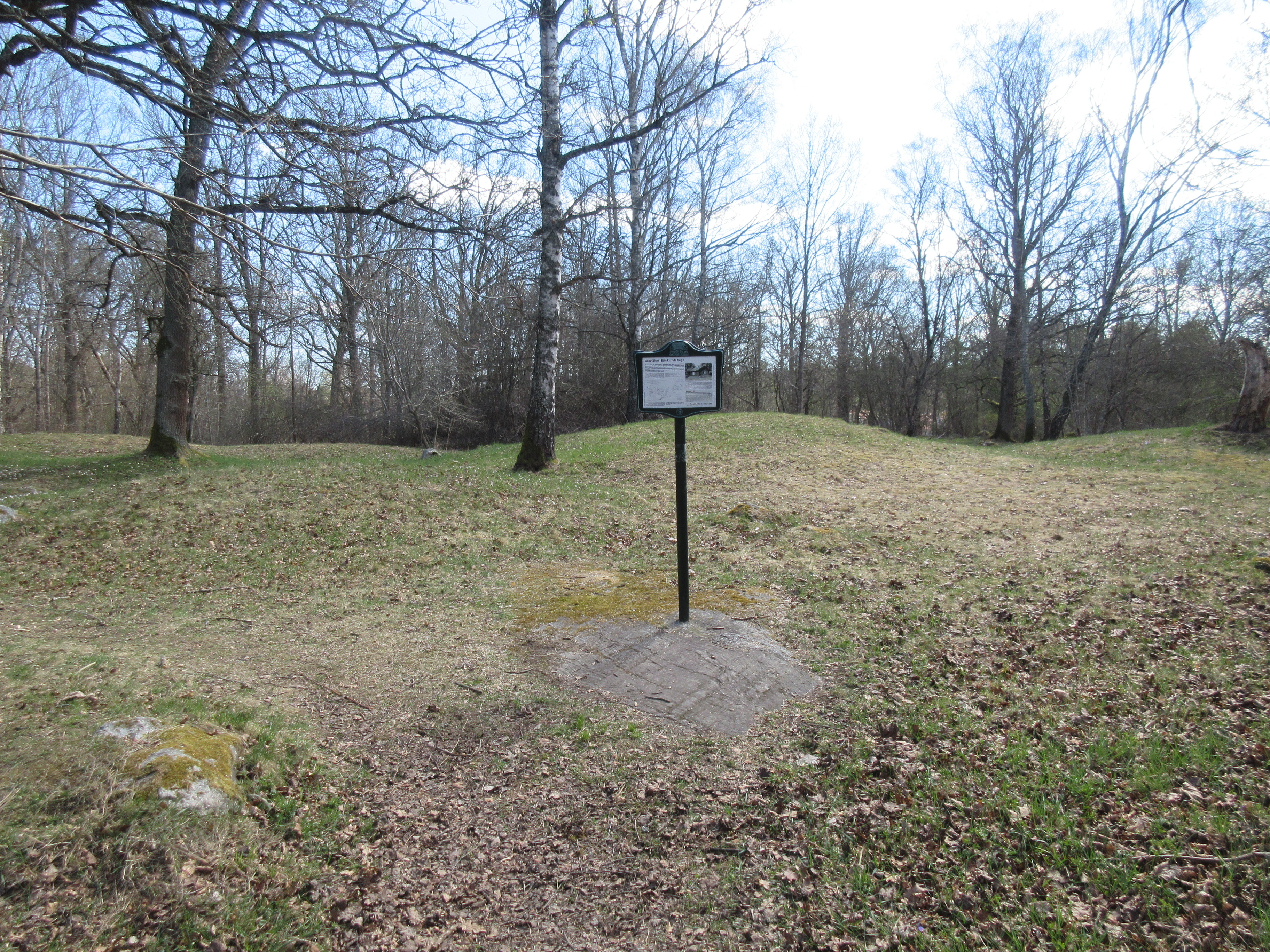
Det skyltade gravfältet vid Björklunds hage öster om Bällstavägen. Förhöjningarna med högar markerar gräsövervuxna stensättningar.

Björklunds hage är ett gravfält från äldre och yngre järnålder vid Bällstavägen i Norra Ängby i Västerort inom Stockholms kommun. Gravfältet ligger på båda sidor om Bällstavägen på höjden strax norr om Islandstorgets T-banestation och nordväst om Stora Ängby slott. Det är Brommas näst största gravfält. I gravfältets norra del på östra sidan av Bällstavägen ligger en husgrundsterrass efter det numera försvunna Björklundstorpet.
Björklunds hage var gravplatsen för det vikingatida Ängby. Det är Brommas bäst bevarade gravfält från tidig vikingatid. Gravarna framträder tydligt i området närmast söder om Bällstavägen.

## Historia

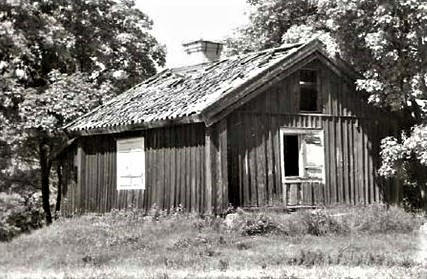
Björklundstorpet byggdes troligen under 1700-talets senare hälft och fanns kvar till efter 1955, då det revs.

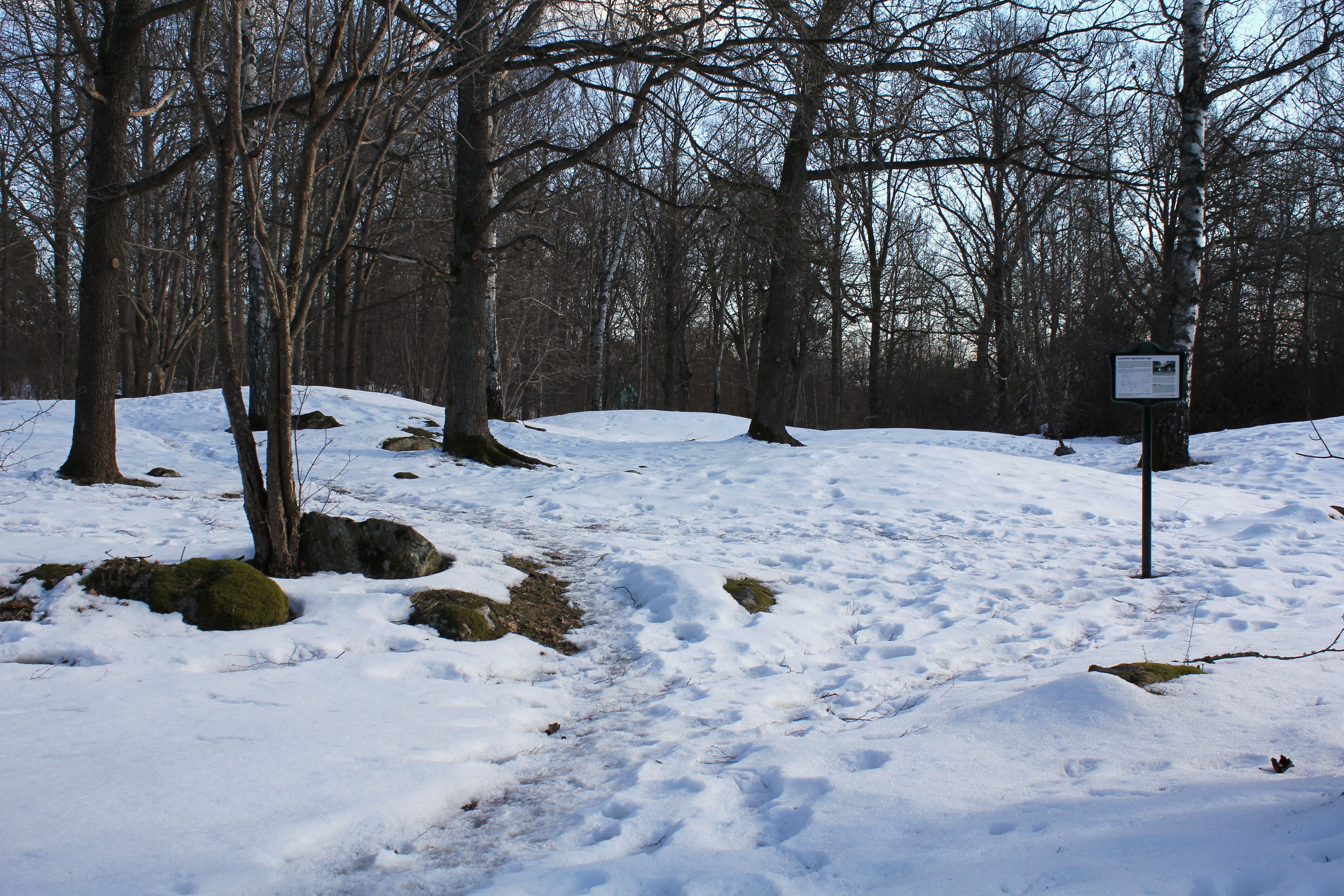
Björklunds hage ligger på ömse sidor om Bällstavägen. Det var en vikingatida gravplats. Skylten står på gravfältet strax öster om Bällstavägen.

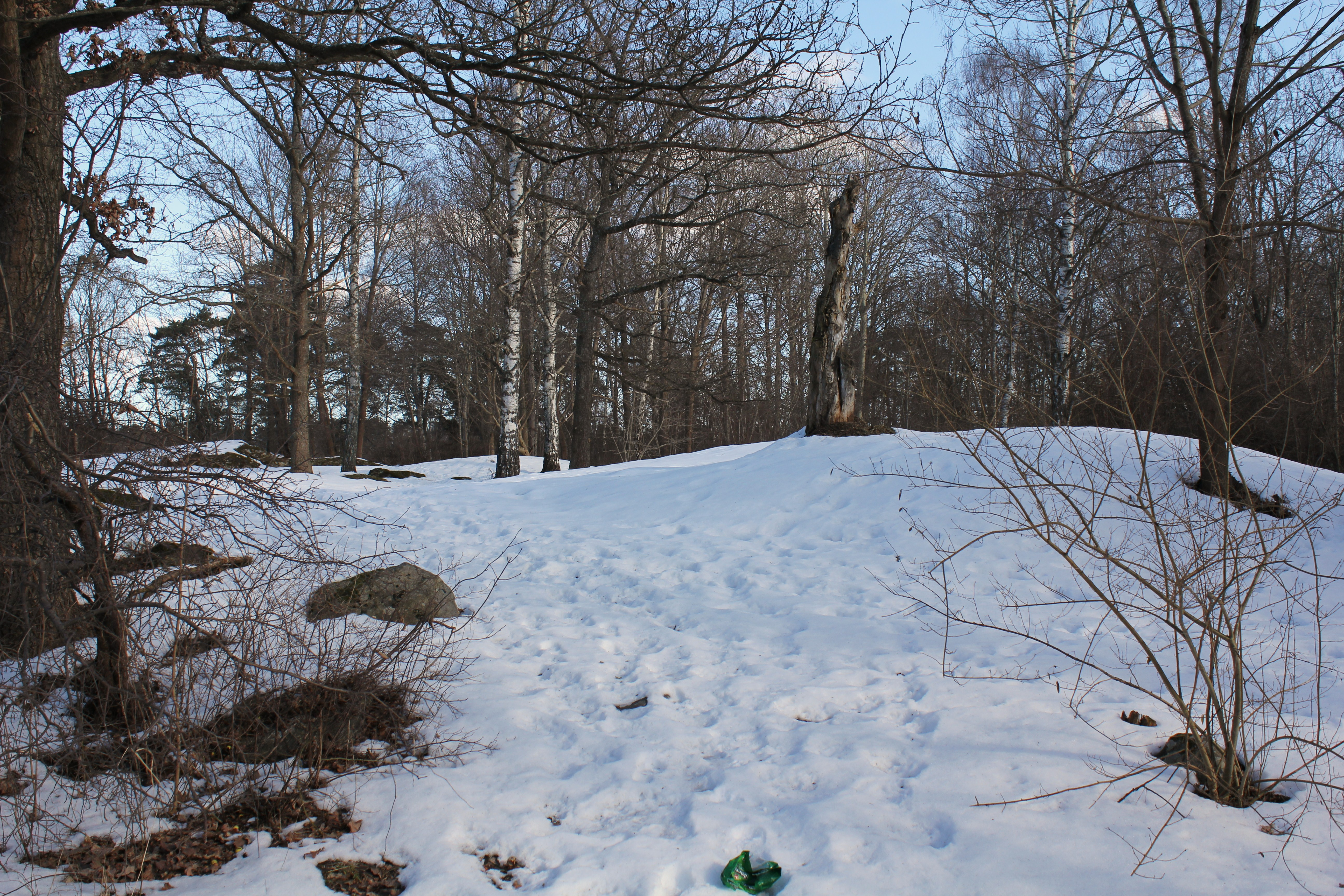
Gravfältet vid Björklunds hage är från yngre järnåldern, 500 f.Kr.-1050 e.Kr. (RAÄ62 i Bromma).

När stadsplanen för Norra Ängby fastställdes sparades "Björklunds hage" med det stora gravfältet från vikingatiden. I anslutning till gravfäItet, på krönet nära Bällstavägen, låg i Björklunds hage in på 1950-talet Björklundstorpet. Torpet är omnämnt redan 1779. I slutet av 1800-talet lär en smed vid namn Björklund ha bott i torpet. En trappa från Bällstavägen visar torpets plats. Huset vandaliserades och eldhärjades under 1950-talet och revs sedan. I Björklunds hage finns nu en mötesplas för barn och föräldrar med förskola, parklek med djur, café och en 4H-gård. I närheten av 4H-gårdens lada finns ett mindre järnåldersgravfält (RAÄ 107) med 10 gravar.
Småhusbebyggelsen i området ligger på mark, som tidigare tillhörde Stora Ängby gård. På platsen låg förr en äldre bondby. Själva slottsbyggnaden är belägen på en mindre höjd öster om ett stort gravfält (RAÄ 62). En slottspark omger huvudbyggnad och flygel. Människor har bott i området under järnåldern och fram till idag. Det är en bygd med goda förutsättningar för odling och boskapsskötsel. Området utnyttjades för detta, innan småhusbebyggelsen tillkom. Gravfältet ligger på en mindre moränhöjd i öst-västlig riktning norr om nuvarande Bergslagsvägen. Under forntiden fanns en sjö, den så kallade Ängbysjön, i dalgången , där nu Bergslagsvägen löper fram. Råcksta träsk är idag vad som återstår. Namnet Ängby kommer från Engiaby, "byn vid ängarna". Under medeltiden låg fyra gårdar i Ängby, varav tre tillhörde Helgeandshuset i Stockholm. Markerna sträckte sig från Kyrksjön i norr till Tyska Botten vid Mälaren.
Fornlämningarna i Björklunds hage består av högar, som är mycket tydliga på båda sidor av Bällstavägen, och fornlämningarna består även av stensättningar.

## Björklunds hage kring Stora Ängby
Det stora gravfältet från järnåldern hörde en gång till en eller flera gårdar i området under järnåldern. Strax norr om Beckombergavägen ligger gravfältet Komötet med två gravfält, (RAÄ 63 i Bromma) och (RAÄ 64 i Bromma). Komötet är ett järnåldersgravfält norr om Bureusvägen och Beckombergavägen. En skylt finns uppsatt vid den sydvästra delen av gravfältet Komötet. Skylten finns i korsningen Liljegrensvägen och Peringsköldsvägen. Ett gravfält från yngre järnåldern (RAÄ 107) är beläget i Björklunds hage vid Ängby Slott, vid nuvarande 4H-gården nära Fatburen vid Stora Ängby till en eller flera gårdar. Det gravfältet består av 3 högar (3-13 m i diameter, 0,5-1,5 m höga) och 7 runda stensättningar (6-7 m i diameter, 0,3-0,4 m höga), varav 3 liknar högar. En stensättning har ett block i mitten (1,4x0,7 m).
Nuvarande Ängby slott, Stora Ängby, är sannolikt beläget på platsen för byn Engiaby, omnämnd skriftligen första gången 1315. Antalet hushåll i den dåtida järnåldersbebyggelsen bör ha varit två eller tre med en genomsnittsbefolkning, beräknad på antalet gravar, på drygt ett 20-tal personer. Av gravformerna att döma är vissa gravar från den äldre järnåldern.
Likaså hörde gravfältet på platsen för nuvarande Stora Ängby till en eller flera gårdar i området. Stora Ängby slott omges nämligen av gravfält, i väster av ett gravfält från yngre järnåldern (RAÄ 62 i Bromma) med cirka 68 gravar med namnet "Björklunds hage". Gravfältet är beläget på en skogbevuxen höjd ovanför Vereliusvägen nära Ängby slott. Gravfältet har många och delvis tydliga gravar med synliga konstruktionsdetaljer.
Gravarna är brandgravar, det vill säga de döda har bränts på bål. Därefter har benen samlats ihop och lagts i en kruka eller träask, ibland med någon personlig gravgåva. Över detta har jord och sten lagts. Dessa gravar kallas stensättningar. Stensättningarna består av sten eller högar, som främst innehåller jord och oftast är något högre. En av gravarna, nr 8, undersöktes 1939. I graven fanns ett brandlager, skärvor från ett lerkärl och några järnspikar.

## Björklunds hage öster om Bällstavägen

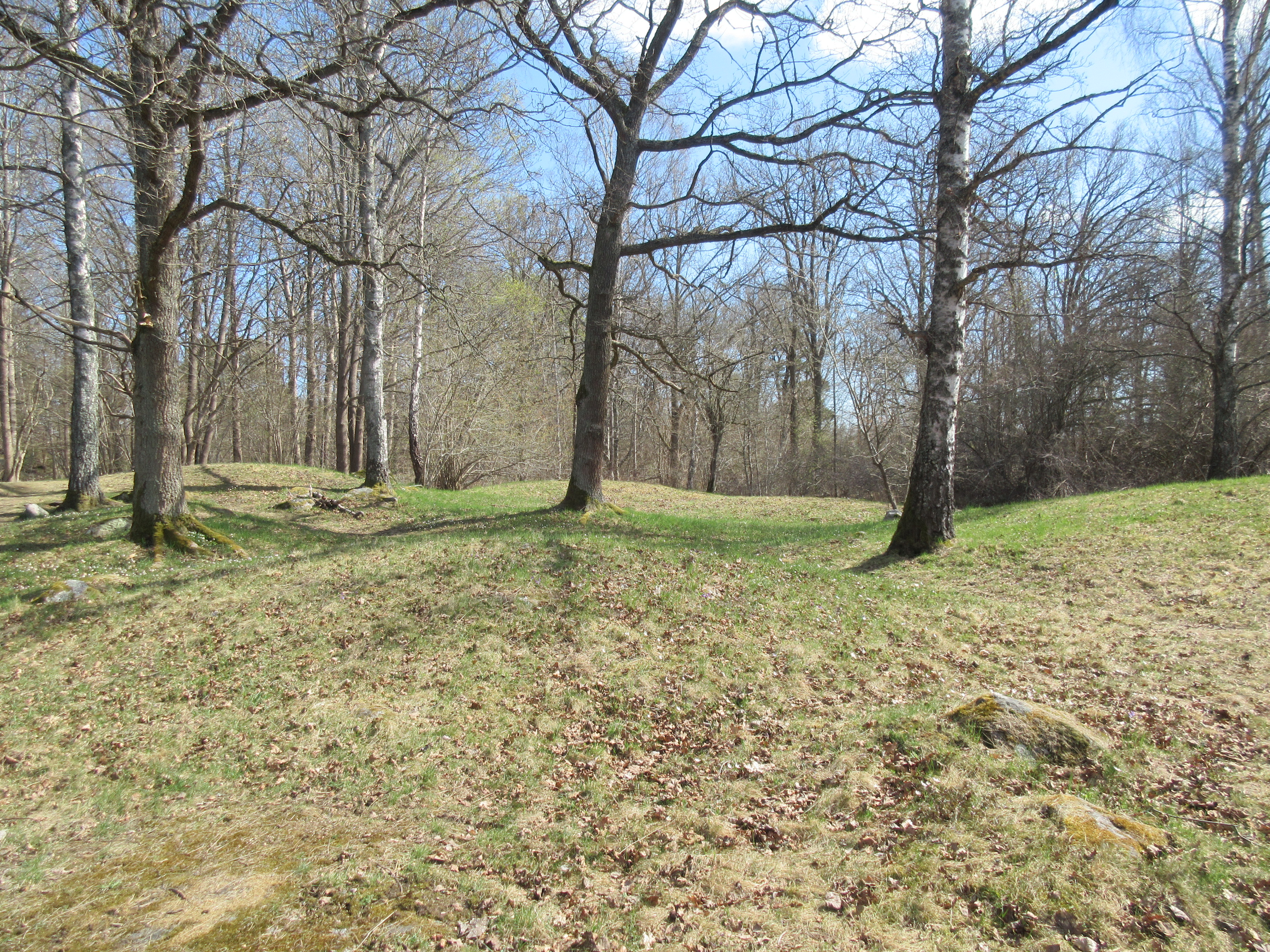
Gravfältet i Björklunds hage öster om Bällstavägen har under flera år vårdats som ett led i Bromma stadsdelsförvaltnings skötselplan för grönområden i Bromma. Förhöjningar syns här tydligt, de markerar högar och gräsövervuxna stensättningar.

På en skogbevuxen höjd ovanför Vereliusvägen nära Ängby slott ligger ett gravfält (RAÄ 62 i Bromma) är från yngre järnåldern, cirka 500 f.Kr. – 1050 e.Kr. Gravfältet består av 68 gravar, bland annat 11 högar (7-10 m i diameter, 0,6-1 m höga), 46 runda stensättningar (5-10 m i diameter, 1 oval 6x4 m) och 5 rektangulära stensättningar (6x9 m). Dessutom finns enstaka ovala, rektangulära, kvadratiska och triangulära stensättningar. Gravfältet har många och delvis tydliga gravar med synliga konstruktionsdetaljer som kantkedjor, en yttre begränsning av lagda stenar.
Inom gravfältet, cirka 100 m öster om Bällstavägen, finns en sentida ristning på en häll. Den innehåller ett cirkelornament, en ofullständig människofigur och bokstäverna IOGT. IOGT har koppling till det nu rivna Björklundstorpet intill Bällstavägen, där en terrass och en trappa finns kvar på gravfältets norra sida. Björklundstorpet, byggt i slutet av 1700-talet, var en tid samlingslokal för NTO (Nationaltemplarorden), en nykterhetsorganisation vid sidan av IOGT (International Order of Good Templars).
Bällstavägen har samma sträckning som en gammal väg från Bällsta bro till ett färjeläge i Tyska Botten. Vägen anlades omkring 1675 och drogs fram tvärs över gravfältet, vilket troligen förstörde några av gravarna. Gravfältet har hört till den eller de järnåldersgårdar, som kan ha legat på platsen för nuvarande Stora Ängby slott.

## Björklunds hage väster om Bällstavägen

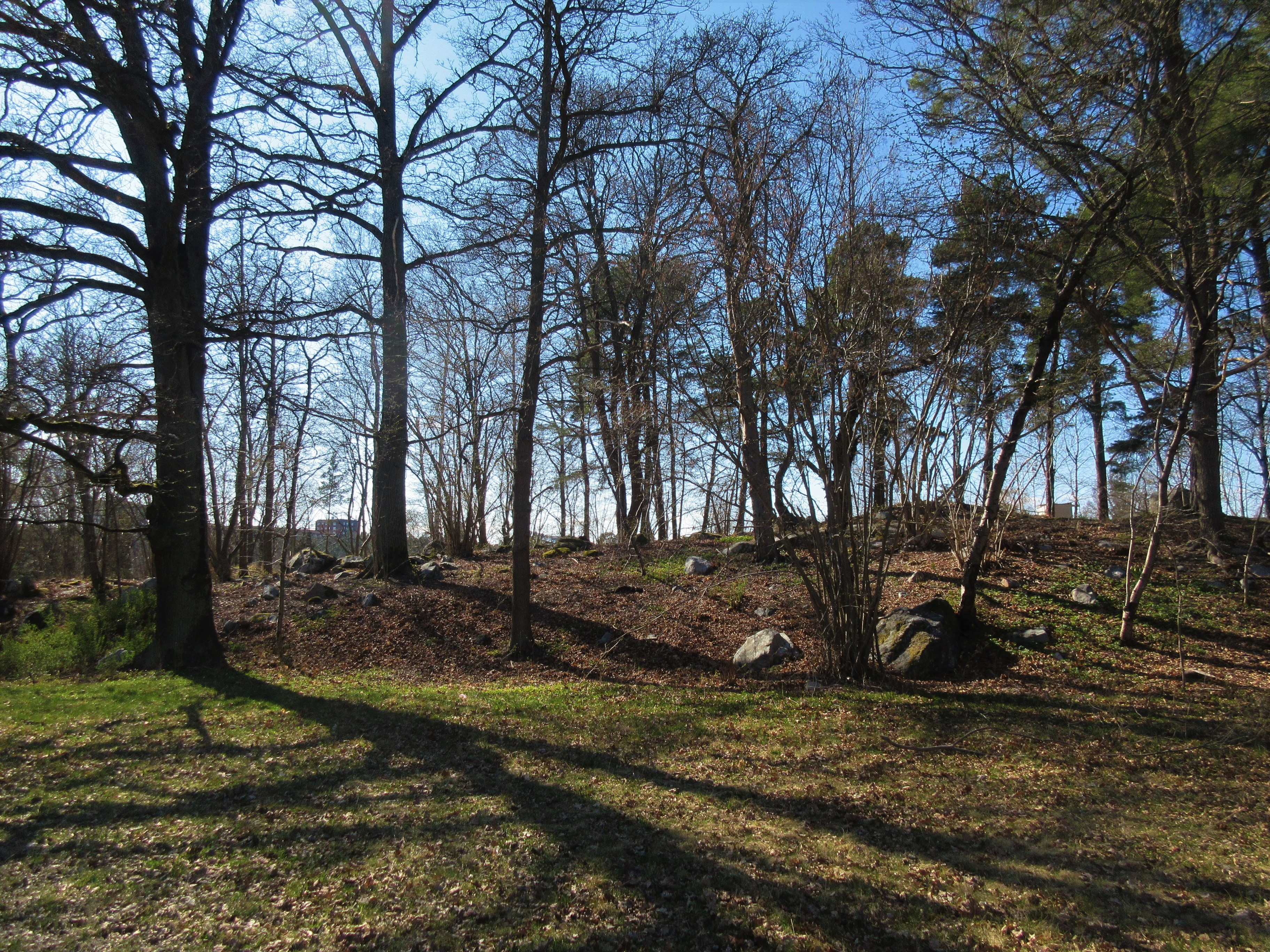
Gravfältet vid Björklunds hage väster om Bällstavägen. Här ligger de största högarna och de syns numera väl efter att det blivit röjt från sly.

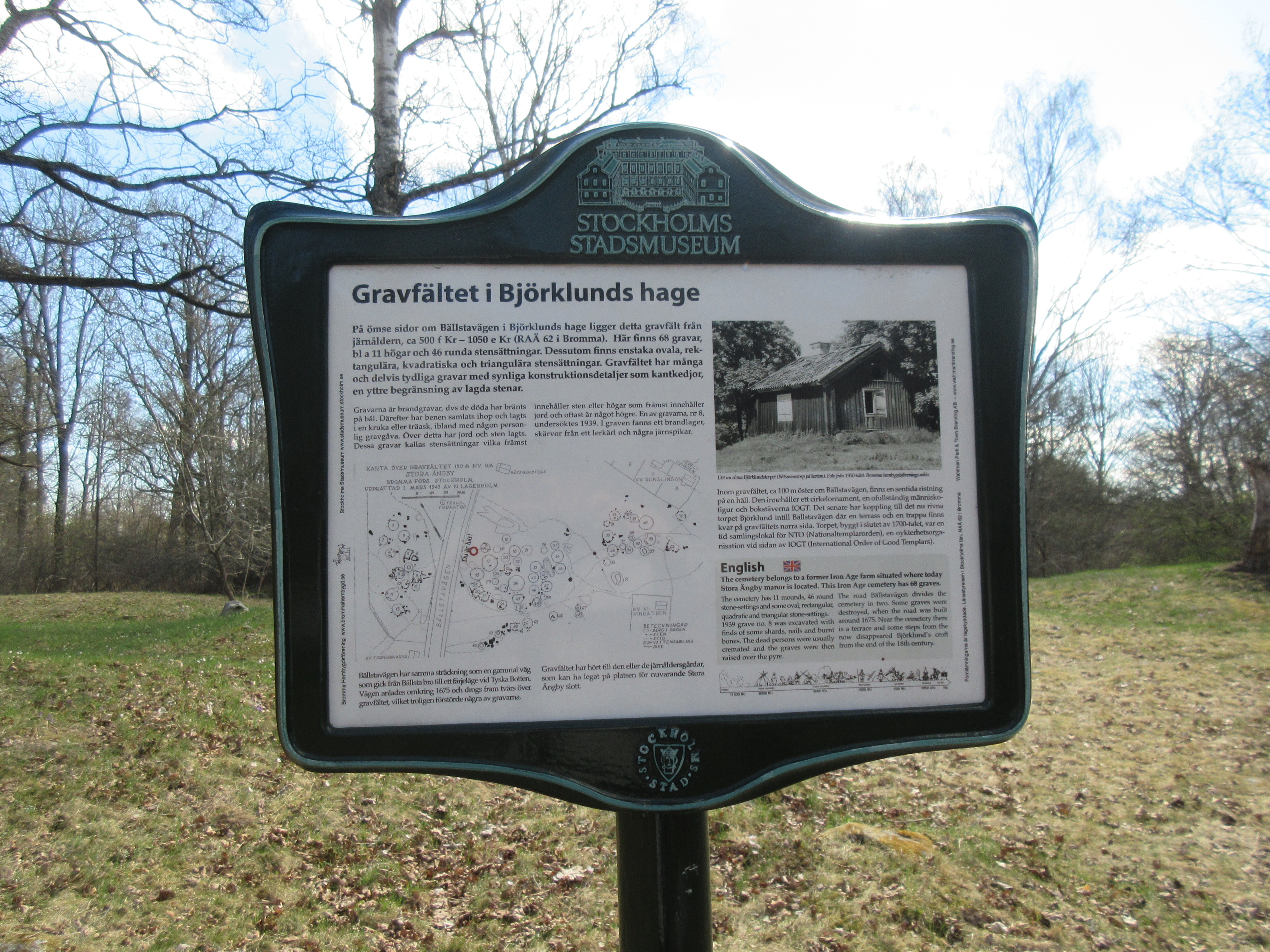
Informationsskylt i Björklunds hage. Fornminneskyltarna om Brommas fornminnen produceras i samarbete med Bromma hembygdsförening och Stockholms stadsmuseum.

De största högarna ligger väster om Bällstavägen. De har numera blivit röjda från sly. 
100 m nordväst om Svoldervägen ligger en fornlämning i den del av Björklunds hage som ligger väster om Bällstavägen. Det är en stensättning (RAÄ 103 i Bromma), närmast rund 6 m i diameter (0,1-0,2 m hög), som ligger på krönet av moränbunden bergrygg i en sydsluttning.
Ytterligare en rund stensättning ligger i norra delen av Björklunds hage väster om Bällstavägen och strax söder om Långskeppsgatan. Stensättningen (RAÄ 104 i Bromma) är 10 m i diameter (0,4 m hög) och den ligger också på krönet av moränbunden bergrygg.

## Brommas fornminnesskyltar
Informationsskyltarna om Brommas fornminnen produceras i samarbete med Bromma hembygdsförening och Stockholms stadsmuseum.